# Arrenurus garmanyorum
Arrenurus garmanyorum är en kvalsterart som beskrevs av Herbert Habeeb 1957. Arrenurus garmanyorum ingår i släktet Arrenurus och familjen Arrenuridae. Inga underarter finns listade i Catalogue of Life.